# York Haven
York Haven ist ein Borough im York County in Pennsylvania in den USA. Das U.S. Census Bureau hat bei der Volkszählung 2020 eine Einwohnerzahl von 686 ermittelt. Die Gesamtfläche beträgt 0,9 km², wovon 5,88 % Wasser sind. In der Nähe befindet sich die Brunner Island Steam Electric Station von PPL am Susquehanna River.